# Euripus
Euripus is een geslacht van vlinders uit de familie Nymphalidae.

## Soorten
- Euripus consimilis
- Euripus nyctelius
- Euripus robustus